# Sirenian Shores
Sirenian Shores je první EP norské heavy/gothic/symfonicmetalové hudební skupiny Sirenia. Vydáno bylo 11. listopadu 2004 vydavatelstvím Napalm Records.

## Seznam skladeb
1. "Sirenian Shores" – 6:01
2. "Save Me From Myself" (Remix) – 5:05
3. "Meridian" (Acoustic) – 4:05
4. "First We Take Manhattan" (Leonard Cohen cover) – 3:56
5. "Obire Mortem" – 2:22